# إلجا أندرسن
إلجا أندرسن (بالألمانية: Elga Andersen) هي مغنية وعارضة وممثلة ألمانية، ولدت في 2 فبراير 1935 في ألمانيا، وتوفيت في 7 ديسمبر 1994 بنيويورك في الولايات المتحدة بسبب سرطان.

## أعمال

### أفلام
- (1973) نايت فلايت فروم موسكو

## وصلات خارجية
- إلجا أندرسن على موقع IMDb (الإنجليزية)
- إلجا أندرسن على موقع ألو سيني (الفرنسية)
- إلجا أندرسن على موقع أول موفي (الإنجليزية)
- إلجا أندرسن على موقع قاعدة بيانات الأفلام السويدية (السويدية)
- إلجا أندرسن على موقع ديسكوغز (الإنجليزية)
- إلجا أندرسن على موقع قاعدة بيانات الفيلم (الإنجليزية)
- إلجا أندرسن على موقع كينوبويسك (الروسية)